# Rio Bârnova
O Rio Bârnova é um rio da Romênia afluente do Rio Nicolina, localizado no distrito de Iaşi.